# The Legend of Zelda: The Minish Cap
The Legend of Zelda: The Minish Cap (яп. ゼルダの伝説 ふしぎのぼうし Дзэруда но Дэнсэцу Фусиги но Бо:си) — видеоигра из серии The Legend of Zelda, разработанная компанией Flagship для Game Boy Advance и выпущенная в 2004 году в Японии и Европе и в 2005 — в Северной Америке. В 2023-м году игра была переиздана в рамках подписки Nintendo Switch Online + Expansion Pack для Nintendo Switch. The Minish Cap является сюжетным продолжением игр The Legend of Zelda: A Link to the Past and Four Swords (переизданная на GBA The Legend of Zelda: A Link to the Past) и The Legend of Zelda: Four Swords Adventures.

## Сюжет
Фабула игры строится на предыстории злого колдуна Ваати — главного антагониста The Legend of Zelda: Four Swords. Преследуя корыстные цели, он обращает принцессу Зельду в камень. Оказать помощь в снятии проклятия могут лишь крошечные создания — Пикори (также называемые Миниши). Поскольку увидеть их может только ребёнок, спасение принцессы поручается Линку. Он отправляется на поиски четырёх элементов, необходимых для починки меча пикори, который сможет снять заклятие. В пути ему помогает Эзло (англ. Ezlo) — говорящая зелёная шляпа, спасённая им в Лесу Минишей.

### Новая Экипировка
- Mole Mitts — Кротовые перчатки. Помогает Линку без труда рыть нижние проходы и выкопать предметы.
- Cane of pacci — Жезл пацци. Позволяет переворачивать объекты и заряжать ямы энергией

## Геймплей
The Minish Cap сохраняет общие черты серии, присутствовавшие в предыдущих частях Zelda. Главный герой, Линк, путешествует по игровому миру, посещая подземелья, где находит волшебные предметы, которые помогают в прохождении препятствий и боссов. Игра также содержит несколько побочных квестов, не связанных с сюжетной линией. Ракурс камеры расположен таким образом, что помогает охватить как можно больше деталей. Как и в трёхмерных играх серии, Линк умеет совершать особые действия, например кувыркаться во время бега.
Во время путешествия по миру Линк может найти специальные артефакты — кинстоуны или камни удачи, представляющие собой фрагменты медальона, которые можно попытаться соединить с любым игровым персонажем, обладающим подобным фрагментом. В случае успешного соединения Линк получает награду, тип которой зависит от вида камня.

## Рецензии и награды
| Сводный рейтинг | Сводный рейтинг |
| Агрегатор       | Оценка          |
| --------------- | --------------- |
| GameRankings    | 90,36 %         |

Игра получила положительные отзывы в прессе. Авторитетный сайт GameSpot акцентировал внимание на классическом геймплее, характерном для серии Zelda, и в то же время обладающем своей изюминкой. GameSpy обращает внимание на музыкальное сопровождение игры, называя его одним из наиболее качественных на GBA. Основным недостатком игры многие рецензенты признавали её малую продолжительность.
IGN включил The Minish Cap в список 20 лучших игр для Game Boy Advance, а GameSpot присвоил игре звание «Лучшая игра 2005 года для GBA».